# Теофіл Куркуас
Феофіл Куркуас (д/н — після 960) — державний та військовий діяч Візантійської імперії.

## Життєпис
Походив з вірменського знатного роду Куркуасів. Молодший син Романа Куркуаса, що брав участь у заколоті проти імператора Василя I. Його дідом був Іоанн Куркуас Старший. Про народження та молоді роки замало відомостей. Розпочав службу у війську за імператора Льва VI. 919 року разом зі старшим братом Іоанном підтримав прихід до влади Романа Лакапена.
Перша письмова згадка про Феофіла Куркуаса сягає 923 року, коли спільно з братом придушив заколот Барди Бойласа, стратега феми Халдія (в Месопотамії). Після цього призначається стратегом цієї феми. Перебував на посаді до 944 року, коли було повалено імператора Романа I. З 927 року брав активну участь у походах Іоанна Куркуаса, якого було призначено доместіком схол Сходу. В цей час Візантія перейшла у наступ проти держави хамданідів. Феофіл куркуас активно та успішно діяв у Верхній Месопотамії та Вірменії, зокрема у верхів'ях річки Аракс.
У 948 році взяв в облогу важливу фортеці Калікала, яку було захоплено у 949 році. Після цього повернуто стару назву — Феодосіополь. Слідом за цим змусив авніцький емірат (невеличку державу курдів) визнати зверхність Візантії. Того ж року призначається стратегом Феодосіополя.
У 944 році після втрати влади Лакапінами Феофіл Куркуас втратив посаду стратега феми Халдія, але залишився на посаді стратеги феми Феодосіополь. Тут діяв до 952 року, коли його було відкликано до Константинополя. Феофіл Куркуас отримав титул магістра, але йому вже не довіряли якихось посад (причини цього невідомі). Остання згадка сягає 960 року, напевне, незабаром помер.

## Родина
- Мав сина, ім'я якого невідоме. Втім, з огляду на традицію надання імен висловлюється слушне припущення, що того звали Роман. Він був одружений з донькою доместіко схал Барди Фоки Старшого. В цьому шлюбі народився син Іоанн, який у 963 році став імператором.